# Perebea longepedunculata
Perebea longepedunculata là một loài thực vật có hoa trong họ Moraceae. Loài này được C.C. Berg mô tả khoa học đầu tiên năm 1969.